# GLOCOM
GLOCOM (グローコム) は国際大学の研究所、「国際大学グローバルコミュニケーションセンター」（Center for Global Communications, International University of japan）。
大学の一組織ではあるが一般の（学生への）教育活動はしていない。民間企業などとの共同研究などを行い活動資金としている。

## 歴史
1988年の東大駒場騒動の後、東大から去った村上泰亮や公文俊平らによって国際大学の内部に1991年に設立された研究所。
初代所長には村上泰亮が就任。当初は日本社会研究に関する国際的な交流拠点となり、現代の政治・経済・文化に関する国際比較と政策研究を学際的に行うことを目的としていた。
1993年に、村上泰亮が逝去したことにより公文俊平が二代目の所長に就任。これ以後、2006年頃まで公文俊平が代表をつとめる。
公文俊平がインターネットを中心とした情報社会論研究に足を踏み入れていったことで、90年代～00年代にかけてインターネットに関する社会科学系の研究者の拠点となった。現在でも、国内の情報社会論やインターネットに関する社会科学・思想関連の研究ではGLOCOMに関わった研究者が引き合いに出されることが多い。
2006年に所長が公文俊平から元富士ゼロックス代表の宮原明に交代。2012年に同じく富士ゼロックス出身の庄野次郎、2016年に前川徹を経て、2019年より松山良一に交代し、運営されている。

## 評価
- 米・ペンシルバニア大学の「シンクタンクと市民団体プログラム」が発表した「2014年世界有力シンクタンク評価報告書」で、「世界のトップ・シンクタンク Science & Technology部門」の31位にランクインした[3]。

## GLOCOMに関わる主なプロジェクト
- クリエイティブ・コモンズ・ジャパン - ローレンス・レッシグを中心とした世界的な著作権に関わる運動であるCreative Commonsの日本支部を2003年に設立。2006年からはGLOCOMから独立した。
- ised（情報社会の倫理と設計についての学際的研究） - 2004年～2005年にかけて開催された情報社会論を論じる若手論客を結集させた研究会。ウェブ上で議事録が公開されている。
- 地域SNS研究会 - 2006年に発足した、地域社会と人のつながり（社会ネットワーク）に関する研究会。全国各地の実践者、研究者、開発者、SNSユーザーなどが参加している。
- GLOCOM Platform - 日本の政策論争、情報社会に関わる議論などを翻訳して海外に紹介している。海外の研究者からは日本情報の発信源として知られている。
- 智場（ちじょう） - GLOCOMが年に数回ほど発行している機関誌。「web2.0」「ソフトウェア産業」「情報通信産業」など、情報社会に関するさまざまなテーマを特集している。「智場」という名前は公文俊平による造語。

## 関係者
90年代には、名前のとおりインターネットに関する国際組織に関わっているアクティヴィスト（会津泉、Adam Peake）や、情報通信分野の社会科学系の研究者として活躍し現在では東京大学や慶應義塾大学などに勤めている研究者（土屋大洋、田中辰雄、木村忠正）や、IT関連ビジネスのジャーナリストとして知られる者（中島洋、前川徹）などがいる。
2000年代からの研究者は、インターネットにおける目立った争点がインフラ層の問題よりもより、上位レイヤーの議論に行くにしたがって、研究者もコンテンツやウェブサービスの問題について論じる人文科学系でメディアでの影響力の大きい言論人（東浩紀、鈴木謙介、濱野智史）などが多く関わるようになった。
また、「アルファブロガー」として知られる池田信夫や、楠正憲、山口浩や、そのほかに西和彦なども関わっていた。
大学組織としては、東京大学情報学環、慶應SFC、多摩大学などとの結びつきが強い。

### 主な（元）研究員
- Adam Peake
- 中島洋
- 前川徹
- 田中辰雄
- 木村忠正
- 土屋大洋
- 加藤創太
- 澤昭裕
- 細谷龍平
- 庄司昌彦 在籍：2002年～
- 鈴木謙介 在籍：2004年～
- 宮尾尊弘 在籍：～2008年
- 会津泉 在籍：～2006年
- 福冨忠和 在籍：～2005年
- 丸田一 在籍：2005年～2006年
- 東浩紀 在籍：2003年～2006年
- 池田信夫 在籍：1997年～2005年
- 西和彦 在籍：1992年～？
- 濱野智史 在籍：2005年～2006年
- 鈴木健 在籍：2006年～2008年
- 山根信二 在籍：2005年～2006年
- 山田肇
- 出口弘
- 豊福晋平
- 湯川鶴章
- 中西崇文
- 小林奈穂
- 山口真一
- 伊藤将人
- 渡邊智暁 在籍：2008年～

### 主な（元）フェロー・客員
- 湯川鶴章
- 中村伊知哉
- 関口和一
- 國領二郎
- 楠正憲
- 川邊健太郎
- 境真良
- 山口浩
- 高原基彰
- 藤原（奥野）正寛
- 村井純
- Martin Fransman
- Kevin Werbach（英語版）
- アルビン・トフラー 2006年まで
- 舛添要一

### その他の主な関係者
- 小林陽太郎 国際大学理事長
- 中山素平 国際大学初代理事長